# Těškovice
Těškovice là một làng thuộc huyện Opava, vùng Moravskoslezský, Cộng hòa Séc.